# Otto Griebel
Otto Griebel, né le 31 mars 1895 à Meerane et mort le 7 mars 1972  à Dresde, est un peintre et graphiste allemand de la Nouvelle Objectivité.

## Biographie
Otto Griebel suit les cours à l'école royale de dessin de Dresde, où il rencontre Otto Dix. De 1911 à 1915, il étudie l'art du vitrail à l'École des arts appliqués de Dresde et peint ses premières peintures à l'huile.
Après avoir été soldat en août 1915 lors de la Première Guerre mondiale il revient à Dresde, collabore au conseil révolutionnaire des ouvriers et des soldats, se fait membre du Parti communiste d'Allemagne le (KPD) et est élève de Robert Sterl à l'Académie de Dresde où il rencontre Oskar Kokoschka. Il travaille avec les dadaïstes et se lie d'amitié avec George Grosz et John Heartfield, puis déménage à Berlin. En 1924, il participe à la Sécession de Dresde. Il est membre de La Jeune Rhénanie de Düsseldorf, du Novembergruppe de Berlin et est cofondateur du Rote Gruppe (de) de Dresde.
Grâce à son ami Otto Kunze, un marionnettiste né à Dresde en 1888, il fait du théâtre de marionnettes (marionnette à gaine) mais ne peut se résoudre à en faire sa profession.
En 1933, Otto Griebel est arrêté par la Gestapo et ses peintures sont déclarées contraire aux normes de l'art officiel nazi et considérées comme art dégénéré.
Il est le père de l'historien local Matthias Griebel (de), né en 1937.
La plus grande partie de son travail est détruit en février 1945, lors d'un raid aérien allié sur Dresde.
Mort en 1972, sa tombe se trouve au cimetière de Loschwitz.

## Œuvres retrouvées
Parmi les œuvres d'art volées par les nazis et retrouvées à Munich en 2012 figurent sa peinture Enfant à table et son aquarelle La Femme voilée.